# کانگ یو چان
کانگ یو چان (کره‌ای: 강유찬؛ زادهٔ ۳۱ دسامبر ۱۹۹۷) که همچنین با نام چان (찬) نیز شناخته می‌شود، خواننده و بازیگر اهل کره جنوبی است. او به عنوان عضو گروه ای.سی. ای در سال ۲۰۱۷ فعالیتش را آغاز کرد. به عنوان بازیگر، او به خاطر ایفای نقش در مجموعه تلویزیونی بیست بیست به شهرت رسید.

## فیلم‌شناسی

### مجموعه تلویزیونی
| سال  | عنوان               | نقش          | توضیحات                   | منلبع |
| ---- | ------------------- | ------------ | ------------------------- | ----- |
| ۲۰۱۷ | دوران جوانی         |              | حضور افتخاری (قسمت ۴)     |       |
| ۲۰۱۸ | با من ازدواج می‌کنی؟ | مشتری وی‌آی‌پی | حضور افتخاری (قسمت ۱۷–۱۸) | [ ۱ ] |
| ۲۰۲۰ | بیست بیست           | سون بو هیون  | نقش اصلی                  | [ ۲ ] |
| ۲۰۲۰ | کارآگاه زامبی       | پاره وقت     |                           | [ ۳ ] |